# 스수칭
스수칭(施叔靑, 1945년~ )은 타이완의 소설가이다.
타이완 서부의 조그만 항구인 루강(鹿港) 출신으로, 비교적 성공한 사업가 집에서 태어났다. 본명은 스수칭(施叔卿)이며 학자이자 평론가인 스수(施淑, 본명은 施淑女) 및 소설가인 리앙(李昻, 본명은 施淑端)과는 자매간이다. 고교 시절인 1961년에 ＜도마뱀붙이(壁虎)＞로 등단했으며, 타이베이의 단장대학(淡江大學) 불문과를 졸업하고 1970년에 미국으로 유학을 떠나 1972년에 뉴욕시립대학(CUNY, Hunter College)에서 연극 전공으로 석사 학위를 받았다. 타이완 귀국 후에는 정즈대학(政治大學)과 단장대학 등에서 강의 및 창작을 병행했다. 1978년에 가족과 함께 홍콩으로 이주해서 1994년까지 16년간 체재했으며, 이 기간에 홍콩예술센터에서 근무하는 한편으로 창작에 전념해 대표작인 ‘홍콩 3부작’을 비롯해서 많은 작품을 출간했다. 그 뒤 다시 타이완으로 돌아가 둥화대학(東華大學)에서 방문 작가로 있다가 2000년 말에 뉴욕으로 영구 이주했다.
스수칭은 이처럼 시차를 두고 국가와 지역의 경계를 넘나들며 이주를 거듭했다. 그녀의 이와 같은 풍부한 생활 경험, 다양한 문화 체험, 복합적인 사고 관념은 자연스럽게 그녀의 창작에 반영되었다. 이 때문에 그녀의 작품에는 주제·소재·스타일 등 모든 면에서 시대적·환경적·사상적·정서적 변화가 그대로 담겨 있다. 하버드 대학의 왕더웨이 교수에 따르면, 그녀는 창작 초기에 처녀작 ＜도마뱀붙이＞를 위시해서 ＜능지의 억압(淩遲的抑束)＞, ＜거꾸로 놓인 하늘 사다리(倒放的天梯)＞, ＜욥의 후예(約伯的末裔)＞, ＜불모의 나날들(那些不毛的日子)＞ 등 그로테스크를 과장한 모더니즘적 작품을 주로 썼으며, 그 외에도 ＜동요하는 사람(擺盪的人)＞, ＜연못의 물고기(池魚)＞, ＜안치컹(安崎坑)＞ 등 비판적 의미를 가진 사실적 작품에서부터 향수를 담고 있는 중편 ≪워낭 소리 울리고(牛鈴聲響)≫(1975)와 같은 작품에 이르기까지 다양한 형식을 시도한 바 있다. 그러다가 미국 유학 이후에는 ＜창만이의 하루(常滿姨的一日)＞를 비롯해서 이국적인 시각까지 갖춘 작품을 내놓기 시작했다.
그런데 홍콩에 체재한 이후 스수칭의 창작 스타일은 크게 변해 과거와는 달리 오히려 갈수록 리얼리즘에 가까워졌다. 홍콩 체재 초중반에 창작했던 ＜수지의 슬픔(愫細怨)＞, ＜사랑 떠보기(情探)＞, ＜황혼의 별(黃昏星)＞을 비롯한 ‘홍콩 이야기’ 시리즈도 그러했을 뿐만 아니라, 그녀의 창작 생애에서 최고봉을 이룬 ≪그녀의 이름은 나비(他名叫蝴蝶)≫(1993), ≪온 산에 가득 핀 자형화(遍山洋紫荊)≫(1995), ≪적막한 저택(寂寞雲園)≫(1997)의 세 권으로 이루어진 대하소설 ‘홍콩 3부작’과 장편소설 ≪빅토리아 클럽(維多利亞俱樂部)≫(1993)은 이런 경향을 더더욱 명확하게 보여 주었다. 아마도 스수칭의 이러한 변화는 홍콩의 특수한 상황과 그녀 자신의 개인적인 경험이 어우러져서 일어난 일로 생각된다. 사실 홍콩은 150년 이상 동방 문화와 서방 문화가 서로 뒤섞이고, 50년 이상 자본주의와 사회주의가 직간접적으로 경쟁했으며, 상업적이고 도시적인 사회 환경과 전통적인 사고방식 및 생활 습관이 혼재하는 가운데 중국 각지는 물론이고 전 세계 각처에서 유입된 각양각색의 사람들이 함께 어우러져 사는 복잡하고 복합적인 대도시다. 이런 홍콩에서, 미국 유학 경험이 있는 타이완 출신 여성 작가로서 홍콩 사회 상층부와 접촉이 많았던 스수칭에게는 아마도 부지불식간에 홍콩이라는 이 수수께끼 같은 도시 홍콩의 전모를 파악하고자 하는 열망이 생겨났을 것이다.
홍콩을 떠난 이후 스수칭은 그 연장선상에서 자신이 태어나고 성장한 자기 정체성의 뿌리인 타이완에 대한 탐구를 시도했다. 먼저 장편 ≪살짝 취한 듯 보이는 화장술(微醺彩妝)≫(2002)에서 와인 유행을 배경으로 해 타이완 사회의 부조리한 모습들을 보여 주었다. 그 뒤 다시 철저한 자료 준비를 거쳐서 역사의 소용돌이 속에서도 강인하게 살아 나가는 타이완 사람들을 그녀 자신이 그중 일원임을 의식하며 그려 낸 ‘타이완 삼부작’―≪뤄진을 걸으며(行過洛津)≫(2003), ≪바람 앞의 먼지(風前塵埃)≫(2008), ≪삼대(三世人)≫(2011)를 내놓았다. 스수칭의 장편소설은 앞에서 언급한 것 외에 ≪유리 기와(琉璃瓦)≫(1976)가 있으며, 중단편소설집으로는 ≪욥의 후예≫(1969), ≪그 시절 그 사람(拾掇那些日子)≫(1971), ≪창만이의 하루≫(1976), ≪거꾸로 놓인 하늘 사다리≫(1983), ≪수지의 슬픔≫(1984), ≪‘완벽한’ 남편(完美丈夫)≫(1985), ≪하룻밤 놀이(一夜遊)≫(1985), ≪사랑 떠보기≫(1986), ≪틈새에서(夾縫之間)≫(1986), ≪불모의 나날들≫(1988), ≪하찮은 운명의 사람(韭菜命的人)≫(1988), ≪스수칭집(施叔青集)≫(1993) 등이 있다. 스수칭은 또 ≪서양인이 보는 중국 전통극(西方人看中國戲劇)≫(1976) 등 10여 권에 이르는 평론과 수필집을 출간하기도 했다.